# Гарсія I (король Наварри)
Гарсія Санчес I (*Garcia Sanchez I, бл. 919 — 22 лютого 970) — король Памплони (Наварри) у 925—970 роках. Відомий також як Гарсія III, враховуючи двох попередніх королів, хто носили ім'я Гарсія. Тому часто в історичній науці вказується як Гарсія Санчес I, але його також називають Гарсією I. У зв'язку з цим виникла деяка плутанина в нумерації подальших королів з ім'ям Гарсія.

## Біографія
Походив з династії Хіменес. Син Санчо I, короля Памплони, і Тоди Аснарес. Гарсії було шість років, коли помер його батько (925 рік). Молодий король виявився під опікою матері й вуйка Хімено. Утім смерть останнього 931 року спровокувала кризу, коли стрий Ініго Гарсес спробував стати регентом, а потім захопити трон. 933 року завдяки Тоді, яка звернулася за підтримкою до Абдаррахмана III, халіфа Кордови, удалося подолати кризу. Халіф у 934 році допоміг остаточно приборкати виступи проти короля та його матері. Натомість останні звільнили всіх мусульманських заручників.
Навіть після повноліття Гарсії I королева-мати чинила активний вплив на політику. Вона зробила дуже багато для того, щоб перетворити Наварру в заможну та процвітаючу державу. Згідно з домовленістю Гарсія I одружився з донькою графа Арагону.
У 937 році Гарсія I вступив у коаліцію з Раміро II, королем Леону, та Мухаммадом ібн-Хашімом, валі Сарагоси, проти Кордовського халіфату. У 939 році союзні війська розбили Абдаррахмана III у битві при Сіманкасі. Після цього протягом 940—941 років союзники Гарсії I уклали вигідні договори з халіфом. Наступного року король Наварри зазнав поразки у битві при Туделі від військ Мухаммада ібн-Хашіма.
У 942 році розлучився з дружиною. Планував одружитися з донькою Суньєра, графа Барселони, але той під тиском Абдррахмана III відмовився виконувати попередню домовленість. Тоді 943 року одружився з донькою короля Леону.
Оскільки три сестри короля Памплони — Уррака, Онека, Санча — були одружені з інфантами Леону, наваррці дуже активно втручалися в справи сусіднього королівства. Після смерті Раміро II у 951 році Гарсія I підтримав одного з його синів, Санчо I, що доводився онуком Тоді, незважаючи на те, що для цього довелося вдатися до допомоги маврів.
У 960 році Гарсія I напав на кастильського графа Фернана, який підтримував іншого претендента на леонський трон, Ордоньйо IV, і взяв його в полон, але через рік відпустив в обмін на територіальні поступки. У 963 році виступив проти халіфа аль-Хакіма II, але зазнав поразки.
Помер у 970 році, його владу успадкував старший син Санчо.

## Родина
1. Дружина — Андрегота, донька Галіндо II, графа Арагону.
Діти:
- Санчо (935—994), король у 970—994 роках
- Тода (д/н— після 979)

2. Дружина — Тереза, донька Раміро II, короля Леону.
Діти:
- Раміро (бл. 940—981), король Вігери у 970—981 роках
- Хімено (д/н—після 979)
- Уррака (бл. 945—бл. 1008), дружина Фернана Гонсалеса, графа Кастилії